# Sadiates II
 Sadiates   foi o terceiro rei da Lídia da dinastia Mermnada. O seu reinado durou aproximadamente de 625 a.C. até 600 a.C.

## Contexto histórico
Este Sadiates, que foi o terceiro rei lídio é pouco conhecido. O seu avô Giges tinha beneficiado da queda do imperio frígio e do rei Midas às mãos dos Cimérios para criar um reino próspero, e o seu pai Ardis teve possibilidades de mantê-lo.
Sadiates também herdou uma política exterior bem definida: aceitar o poder Assírio a Este, inclusive, pagar-lhe tributo, e para ter boas possibilidades de  expansão a Oeste, tinha as cidades gregas na costa da Ásia Menor.

## Um reinado quase desconhecido
O historiador grego Heródoto de Halicarnasso, escreveu no primeiro livro de “Os nove livros de História”  que Sadiates governou a Lídia durante 12 anos. Este periodo, no entanto parece demasiado curto, para alguns um reinado de 25 anos parece ser o mais provável.
Sadiates, cujo nome deriva de duas palavras lúvias, sâdu e atta, significam algo como "pai forte". Casou-se com sua irmã Lide. Tiveram um filho a que chamaram Alíates, que posteriormente sucedeu ao seu pai. Como príncipe herdeiro da coroa, Alíates entrou em guerra com Mileto, a cidade grega mais poderosa da Ásia Menor. Esta guerra durou seis anos e logo que seu pai faleceu, Alíates, como rei continuou a guerra, no entanto rapidamente se apercebeu que jamais tomaría a cidade.
De igual forma que o reto dos reis da familia Sadiates foi enterrado no cemitério real de Bin Tepe.
Foi precedido por Ardis e sucedido por Alíates.